# دی‌بنزیلیدن‌استون
دی‌بنزیلیدن‌استون یا دی‌بنزال‌استون که اغلب به صورت مخفف dba نیز نامیده می‌شود، یک ترکیب آلی با فرمول C۱۷H۱۴O است. این ماده به شکل جامد زرد کم رنگ است که در آب محلول نیست، اما در اتانول محلول است. دی‌بنزیلیدن‌استون به عنوان یکی از اجزا سازنده در ضد آفتاب‌ها و همچنین به عنوان یک لیگاند در شیمی آلی فلزی کاربرد دارد.
این ماده اولین بار در سال ۱۸۸۱ توسط شیمی دان آلمانی رینر لودویگ کلایزن (۱۸۵۱–۱۹۳۰) و شیمیدان سوئیسی چارلز-کلود-الکساندر کلاپارده (۱۴ آوریل ۱۸۵۸ - ۱ نوامبر ۱۹۱۳) تهیه شد.
ایزومر ترانس، ترانس این ماده را می‌توان با بازده و خلوص بالا توسط تراکم بنزآلدهید و استون در حضور سدیم هیدروکسید در محیط آبی/اتانولی تهیه و سپس به وسیله تبلور مجدد استخراج کرد.